# كينيث لارا
كينيث لارا (بالإسبانية: Kennet Lara)‏ هو لاعب كرة قدم تشيلي، ولد في 10 يونيو 1999 في Pichidegua ‏ في تشيلي. لعب مع كوريكو يونيدو.

## روابط خارجية
- كينيث لارا على موقع قاعدة بيانات كرة القدم.إي يو (الإنجليزية)
- كينيث لارا على موقع Soccerway.com (الإنجليزية)